# Коллі-а-Вольтурно
Коллі-а-Вольтурно (італ. Colli a Volturno) — муніципалітет в Італії, у регіоні Молізе, провінція Ізернія.
Коллі-а-Вольтурно розташоване на відстані близько 140 км на схід від Рима, 50 км на захід від Кампобассо, 12 км на захід від Ізернії.
Населення — 1364 особи (2014). Щорічний фестиваль відбувається 6 листопада. Покровитель — San Leonardo.

## Демографія
Населення за роками:

Станом на 1 січня 2023 року в муніципалітеті офіційно проживало 36 іноземців з 11 країн, серед них 15 громадян країн Євросоюзу та 1 громадянин України.

## Сусідні муніципалітети
- Черро-аль-Вольтурно
- Філіньяно
- Форнеллі
- Маккія-д'Ізернія
- Монтакуїла
- Монтеродуні
- Роккетта-а-Вольтурно
- Скаполі
- Кастель-Сан-Вінченцо